# Martijn Krabbé
Martijn Joop Krabbé (Amsterdam, 26 maart 1968) is een Nederlands radio- en televisiepresentator.

## Biografie
Krabbé begon als 19-jarige zijn mediacarrière bij de TROS met het tv-programma TROS Popformule. Verder presenteerde hij in 1992 en 1993 Powerplay, het eerste Nederlandse programma over computerspellen. Later presenteerde hij bij RTL 4 onder meer programma's als In Holland staat een huis, Idols en Dancing on Ice. Ook was hij tussen 1986 en eind 1993 op Radio 3 te horen met de TROS-programma's Nationale Hitparade, Mega Top 50, Wereldhits, Dancetrax en Nachtwacht. Tussen 2004 en 2005 presenteerde hij bij Noordzee FM korte tijd dagelijks een middagprogramma van 16.00 tot 19.00 uur.
Van 2009 tot en met 2012 was hij samen met Wendy van Dijk te zien als presentator van X Factor op RTL 4. In 2013 presenteerde hij het laatste seizoen van X Factor alleen. Vanaf de eerste editie in 2010 was hij samen met Van Dijk de presentator van The voice of Holland. In 2019 was Krabbé verteller bij The Passion in Dordrecht.

## Privé
Martijn Krabbé is een zoon van acteur en regisseur Jeroen Krabbé. Samen met zijn ex-echtgenote – met wie hij tweemaal getrouwd is geweest – heeft hij twee zoons en twee dochters. Hij huwde in 2019 met zijn huidige partner. 
Krabbé maakte op 5 maart 2024 via sociale media bekend een vorm van kanker te hebben. Vanwege het langdurige herstel was het voor hem in 2024 niet mogelijk om het programma Kopen zonder kijken te presenteren. Wel zou hij de voice-over voor zijn rekening nemen. In januari 2025 werd bekend dat Krabbé uitgezaaide longkanker heeft zonder kans op genezing.

## Televisie
In 1987 begon Krabbé naast zijn werk als dj bij de TROS op Radio 3 tevens zijn televisiecarrière bij de TROS. In januari 1994 stapte hij over naar RTL.
- TROS Popformule (1987-1992)
- MiniStars (1991)
- Powerplay (1992-1993)
- Dat zeg ik niet (1994-1995)
- Postcode Loterij Recordshow (1995-1998)
- In Holland staat een huis (1999-2006)
- Kees en Co (2000)
- In Holland ligt een tuin (2001)
- Kiezen of Delen (2000-2001)
- Win een Sponsor (2000)
- Big Brother IV (2002)
- De perfecte partner (2003-2004)
- Idols (2006-2008)
- Dancing on Ice (2006-2007)
- Sinterklaasjournaal (als verslaggever) (2006)
- Wie wordt de man van Froukje? (2007)
- Mijn Tent is Top finale (2008, 2009)
- Wie is de Chef? (2008-2009)
- Uitstel van Executie (2008-2022)
- Postcode Loterij Wat Schat Je? (2008)
- X Factor (2009-2013)
- Topchef (2009-2010)
- Topchef Vips (2009)
- De Slimste Mens (2009)
- The voice of Holland (2010-2022)
- Hotel de Toekomst (2011)
- Herrie XXL finale (2011)
- Krabbé Staat op Straat (2011-2012)
- Herman Zoekt Kerststerren (2011)
- Postcode Loterij Nieuwjaarsshow (2012, 2013)
- The Voice Kids (2012-2021)
- Pro Deo (2012-2013)
- De man met de hamer (2013)
- Het Orkest van Nederland (2014)
- Herman&Martijn Op De Proef Gesteld (2015-2016)
- Grillmasters (2015)
- Idols (jury) (2016-2017)
- Chantal blijft slapen (als gast) (2016)
- Bellator MMA (vs Amanda Beekman) (2016)
- Roodkapje: Een Modern Sprookje (2017)
- Topchef Academy (2017)
- Een goed stel hersens (als deelnemer) (2017)
- The Big Music Quiz (als deelnemer) (2017)
- Weet Ik Veel (als deelnemer, winnaar) (2018)
- The Voice Senior (2018-2021)
- Postcode Loterij: De Weg Naar Het Miljoen (2018)
- Kopen Zonder Kijken (2019-heden)
- Postcode Loterij: De Weg Naar 54,9 Miljoen (2021)
- Snackmasters (2021-2022)
- Better Than Ever (2022-2023)
- Blow Up (2022-2023)[5]
- Race Across The World (2023)
- All Against 1 (2023-2024)
- Uitstel van Executie: Met Raad en Daad (2024)

## Gastrollen
- Willem van Oranje – Philips Willem (1984)
- Kees & Co – zichzelf (2000)
- Baantjer - Hans Meeuwissen (2006)
- De man met de hamer - Kasper de Leeuw (2013)
- The Passion – verteller (2019)

## Radio
TROS op Radio 3 (1986-1993)
- Nationale Hitparade
- Mega Top 50
- Wereldhits
- Dancetrax
- Nachtwacht

Noordzee FM
- Middagprogramma op werkdagen van 16.00 tot 19.00 uur (juni 2004 t/m juni 2005)

Tijdens 3FM 90's Request 2011 presenteerde hij nog een keer als vanouds de Mega Top 50, als gast-dj van Bart Arens.
In januari 2023 was hij eenmalig te gast als sidekick in het programma Keur in de Middag als sidekick van Eddy Keur.

## Prijzen
- Op 2 maart 2015 werd Krabbé door zijn collega's verkozen tot 'beste presentator' bij De tv-beelden.
- In juni 2025 won hij de Media Oeuvre Award.[8]

## Familie Krabbé
- Hendrik Maarten Krabbé (Londen, 1868 – Amsterdam, 1931) – kunstschilder
  - Maarten Krabbé (Laren, 1908 – Amsterdam, 2005) – kunstschilder
    - Tim Krabbé (Amsterdam, 1943) – schrijver, schaker en wielrenner
    - Jeroen Krabbé (Amsterdam, 1944) – acteur, filmregisseur en kunstschilder
      - Martijn Krabbé (Amsterdam, 1968) – radio- en televisiepresentator
        - Bickel Krabbé - acteur, muzikant/zanger
        - Michelle Krabbé
        - Jasmijn Krabbé
        - Achilles Krabbé

      - Jasper Krabbé (Amsterdam, 1970) – graffitischrijver en kunstschilder

    - Mirko Krabbé (Amsterdam, 1960) – beeldend kunstenaar en ontwerper

### Stamboom
|            |            |                |                |                |                | Hendrik Maarten Krabbé | Hendrik Maarten Krabbé | Hendrik Maarten Krabbé | Hendrik Maarten Krabbé | Hendrik Maarten Krabbé | Hendrik Maarten Krabbé |                |                | Miep Rust      | Miep Rust      | Miep Rust     | Miep Rust     | Miep Rust        | Miep Rust        |                  |                  |                  |                  |  |  |  |  |  |  |  |  |  |  |  |  |  |  |  |  |
|            |            |                |                |                |                | Hendrik Maarten Krabbé | Hendrik Maarten Krabbé | Hendrik Maarten Krabbé | Hendrik Maarten Krabbé | Hendrik Maarten Krabbé | Hendrik Maarten Krabbé |                |                | Miep Rust      | Miep Rust      | Miep Rust     | Miep Rust     | Miep Rust        | Miep Rust        |                  |                  |                  |                  |  |  |  |  |  |  |  |  |  |  |  |  |  |  |  |  |
|            |            |                |                |                |                |                        |                        |                        |                        |                        |                        |                |                |                |                |               |               |                  |                  |                  |                  |                  |                  |  |  |  |  |  |  |  |  |  |  |  |  |  |  |  |  |
|            |            | Margreet Reiss | Margreet Reiss | Margreet Reiss | Margreet Reiss | Margreet Reiss         | Margreet Reiss         |                        |                        | Maarten Krabbé         | Maarten Krabbé         | Maarten Krabbé | Maarten Krabbé | Maarten Krabbé | Maarten Krabbé |               |               | Helena Verschuur | Helena Verschuur | Helena Verschuur | Helena Verschuur | Helena Verschuur | Helena Verschuur |  |  |  |  |  |  |  |  |  |  |  |  |  |  |  |  |
|            |            | Margreet Reiss | Margreet Reiss | Margreet Reiss | Margreet Reiss | Margreet Reiss         | Margreet Reiss         |                        |                        | Maarten Krabbé         | Maarten Krabbé         | Maarten Krabbé | Maarten Krabbé | Maarten Krabbé | Maarten Krabbé |               |               | Helena Verschuur | Helena Verschuur | Helena Verschuur | Helena Verschuur | Helena Verschuur | Helena Verschuur |  |  |  |  |  |  |  |  |  |  |  |  |  |  |  |  |
|            |            |                |                |                |                |                        |                        |                        |                        |                        |                        |                |                |                |                |               |               |                  |                  |                  |                  |                  |                  |  |  |  |  |  |  |  |  |  |  |  |  |  |  |  |  |
|            |            |                |                |                |                |                        |                        |                        |                        |                        |                        |                |                |                |                |               |               |                  |                  |                  |                  |                  |                  |  |  |  |  |  |  |  |  |  |  |  |  |  |  |  |  |
| Tim Krabbé | Tim Krabbé | Tim Krabbé     | Tim Krabbé     | Tim Krabbé     | Tim Krabbé     |                        |                        | Jeroen Krabbé          | Jeroen Krabbé          | Jeroen Krabbé          | Jeroen Krabbé          | Jeroen Krabbé  | Jeroen Krabbé  |                |                | Mirko Krabbé  | Mirko Krabbé  | Mirko Krabbé     | Mirko Krabbé     | Mirko Krabbé     | Mirko Krabbé     |                  |                  |  |  |  |  |  |  |  |  |  |  |  |  |  |  |  |  |
| Tim Krabbé | Tim Krabbé | Tim Krabbé     | Tim Krabbé     | Tim Krabbé     | Tim Krabbé     |                        |                        | Jeroen Krabbé          | Jeroen Krabbé          | Jeroen Krabbé          | Jeroen Krabbé          | Jeroen Krabbé  | Jeroen Krabbé  |                |                | Mirko Krabbé  | Mirko Krabbé  | Mirko Krabbé     | Mirko Krabbé     | Mirko Krabbé     | Mirko Krabbé     |                  |                  |  |  |  |  |  |  |  |  |  |  |  |  |  |  |  |  |
|            |            |                |                |                |                |                        |                        |                        |                        |                        |                        |                |                |                |                |               |               |                  |                  |                  |                  |                  |                  |  |  |  |  |  |  |  |  |  |  |  |  |  |  |  |  |
|            |            |                |                | Martijn Krabbé | Martijn Krabbé | Martijn Krabbé         | Martijn Krabbé         | Martijn Krabbé         | Martijn Krabbé         |                        |                        | Jasper Krabbé  | Jasper Krabbé  | Jasper Krabbé  | Jasper Krabbé  | Jasper Krabbé | Jasper Krabbé |                  |                  |                  |                  |                  |                  |  |  |  |  |  |  |  |  |  |  |  |  |  |  |  |  |

- International Standard Name Identifier: 0000 0004 2320 6204
- Nederlandse Thesaurus van Auteursnamen: 369523474
- Virtual International Authority File: 305833386
- WorldCat: E39PBJjXp9tdPkxVX3mWVDjt8C